# Djævelhøj

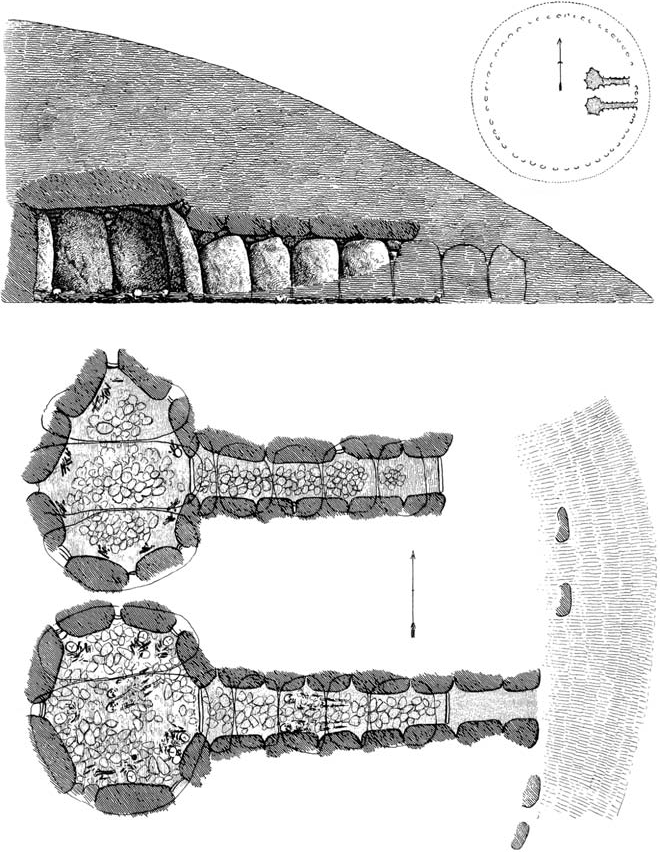
Grundriss und Querschnitt Doppelganggrab ohne gemeinsamen Trennstein; hier Snibhøj – A. P. Madsen

Der  Djævelhøj (dänisch auch Djævlehøj oder Dievlehøj – deutsch „Teufelshügel“ – oder Esbønderup Jættestue genannt) ist ein Hügel südwestlich von Tikøb in der Helsingør Kommune im Norden der dänischen Insel Seeland, in dem sich ein zwischen 3500 und 2800 v. Chr. errichtetes Doppelganggrab (dänisch: Dobbelt- oder Tvillingejættestue) der Trichterbecherkultur (TBK) befindet.
Das Ganggrab ist eine Bauform jungsteinzeitlicher Megalithanlagen, die aus einer Kammer und einem baulich abgesetzten, lateralen Gang besteht. Diese Form ist primär in Dänemark, Deutschland und Skandinavien, sowie vereinzelt in Frankreich und den Niederlanden zu finden. Neolithische Monumente sind Ausdruck der Kultur und Ideologie neolithischer Gesellschaften. Ihre Entstehung und Funktion gelten als Kennzeichen der sozialen Entwicklung.

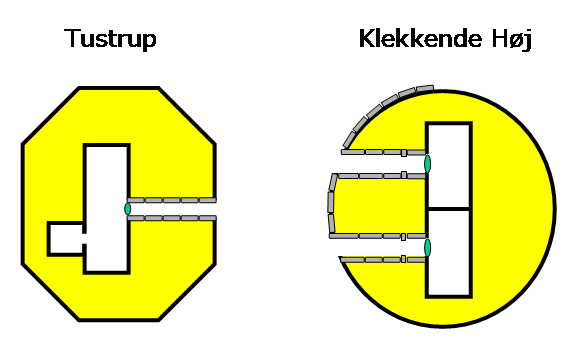
Schema Doppelganggrab – rechts

## Beschreibung
Die von neolithischen Bauern errichtete Megalithanlage wurde im Jahre 1735 von einem Landwirt aus der Nähe wiederentdeckt. Der Pfarrer Rasmus Garbo gab 1743 in seinem Bericht über den Zustand der Gemeinde eine Beschreibung des Fundes. Das vergleichsweise kleine Doppelganggrab mit den langen, gedeckten, im Osten ansetzenden Zugängen liegt stark außermittig in einem 2,0 m hohen, ovalen Hügel von etwa 16,5 × 12,5 m Durchmesser im Feld.
Die Nord-Süd orientierte Nordkammer ist rechteckig, etwa 3,3 m lang und 1,8 m breit. Sie besteht aus 10 Tragsteinen, drei auf der West-, vier auf Ost-, einer auf der Nord- und zwei auf der Südseite. In der Mitte der östlichen Langseite befindet sich die Gangöffnung. Der West-Ost orientierte Gang besteht aus 10 Seitensteinen. Er ist 4,9 m lang und 0,4 bis 0,5 m breit.
Von der Nord-Süd orientierten Südkammer sind 4 bis 5 Trag- und zwei Decksteine erhalten. Der West-Ost orientierte Gang besteht aus 12 Seitensteinen. Er ist 5,2 m lang und 0,4 bis 0,5 m breit. Zwischen den äußeren Steinen der Nordseite befindet sich ein Rahmenstein.
Rasmus Garbo spricht in seinem Bericht weitere drei Dolmen („heidnischen Altäre“) in der Nähe an. Einer ist vermutlich die 1981 unmittelbar östlich des Hornbækvej, neben der Kirche von Tikøb lokalisierte Megalithanlage. Der Archäologe Vilhelm Boye (1837–1896) führte 1884 Ausgrabungen auf dem Gelände durch. In Lille Esbønderup, 500 m entfernt, lag ein abgetragener Hügel mit gleichem Namen.